# Narycia maschukella
Narycia maschukella är en fjärilsart som beskrevs av Aleksei Konstantinovich Zagulajev 1994. Narycia maschukella ingår i släktet Narycia och familjen säckspinnare. Inga underarter finns listade i Catalogue of Life.